# Jean-Claude Schmitt
Pour les articles homonymes, voir Schmitt.
Jean-Claude Schmitt, né le 4 mars 1946 à Colmar (Haut-Rhin), est un enseignant-chercheur et historien français.
Archiviste paléographe et directeur d'études émérite de l'École des hautes études en sciences sociales, il est spécialiste des rituels, des exempla, de la prédication, des images et de la littérature latine au Moyen Âge, qu'il aborde selon le point de vue de l'anthropologie historique.

## Biographie

### Formation
Jean-Claude Schmitt est admis quinzième sur vingt-cinq à l'École nationale des chartes à l'issue du concours d'entrée de 1967. Il y obtient le diplôme d'archiviste paléographe en 1971 après avoir soutenu une thèse d'établissement intitulée L'Église et les clercs face aux béguines et aux beghards du Rhin supérieur du XIVe siècle au XVe siècle. Cette même année, il est reçu à l'agrégation d'histoire. Au cours de sa scolarité à l'École des chartes, il effectue également une maîtrise à la Sorbonne sous la direction de Michel Mollat du Jourdin et suit le séminaire de Jacques Le Goff.

### Carrière professionnelle
Jean-Claude Schmitt est nommé professeur au Lycée Charlemagne de Paris en 1971. En 1973, il obtient un doctorat en histoire de l'École pratique des hautes études avec une thèse intitulée Mort d’une hérésie : l’Église et les clercs face aux béguines et aux béghards du Rhin supérieur, du XIVe siècle au XVe siècle et rédigée sous la direction de Jacques Le Goff. Le 1er août 1973, il est nommé chef de travaux à la VIe section de l'École pratique des hautes études. Dix ans plus tard, le 1er avril 1983, il est nommé directeur d'études de l'École des hautes études en sciences sociales.
Il succède en 1992 à Jacques Le Goff, en tant que directeur du Groupe d'anthropologie historique de l'Occident médiéval (GAHOM) ; poste qu'il occupe jusqu'à sa retraite en 2014.

## Travaux
Jean-Claude Schmitt s’intéresse à tous les aspects socio-culturels de l’Occident médiéval, appréhendés dans une perspective et avec des méthodes anthropologiques et le souci de faire alterner les études de types microhistoriques (Saint Lévrier, La conversion d'Hermann le Juif) et les plus vastes synthèses (Les superstitions, Les gestes, Les revenants, Les images et maintenant Les rythmes).
Les études individuelles s'accompagnent de l’animation de travaux d’équipe débouchant sur la publication d’ouvrages collectifs (Le charivari, Les jeunes, le Dictionnaire raisonné de l'Occident médiéval) ou la constitution de banques de données.
Depuis 2017, il dirige la collection Oblique/s aux éditions Arkhê.

## Publications

### Ouvrages
- Mort d'une hérésie. L'Église et les clercs face aux béguines et aux béghards du Rhin supérieur du XIVe au XVe siècle, préface de Jacques Le Goff, Paris-La Haye-New York, Mouton-EHESS (Civilisations et Sociétés, 56), 1978.
- Le saint lévrier : Guinefort, guérisseur d'enfants depuis le XIIIe siècle, Paris, Flammarion, coll. « Bibliothèque d'ethnologie historique », 1979, 273 p. (ISBN 2-08-210956-9, présentation en ligne), [présentation en ligne]. Nouvelle édition augmentée : Le saint lévrier : Guinefort, guérisseur d'enfants depuis le XIIIe siècle, Paris, Flammarion, coll. « Champs » (no 559), 2004, 282 p. (ISBN 2-08-080095-7, présentation en ligne), [présentation en ligne], [présentation en ligne].
- Religione, folklore e società nell'Occidente medievale, Rome - Bari, Laterza, 1988.
- La Raison des gestes dans l'Occident médiéval, Paris, Gallimard, 1990.
- Les Revenants. Les Vivants et les Morts dans la société médiévale, Paris, Gallimard, coll. Bibliothèque des histoires, 1994,  (ISBN 978-2070736577).
- Le Corps, les Rites, les Rêves, le Temps. Essais d'anthropologie médiévale, Paris, Gallimard, 2001
- Le Corps des images. Essais sur la culture visuelle du Moyen Âge, Paris, Gallimard, 2002.
- La Conversion d’Hermann le Juif : autobiographie, histoire et fiction, Paris, Seuil, 2003.
- L’Invention de l’anniversaire, Paris, Les éditions arkhê, 2010.
- La Représentation de l’espace et l’Espace des images au Moyen Âge, Genève, Haute École d’Art et de Design, 2011.
- Les Rythmes au Moyen Âge, Paris, Gallimard, 2016.

### Ouvrages en collaboration
- Cl. Bremond, J. Le Goff, J.Cl. Schmitt, L'exemplum, Turnhout, Brepols (Typologie des sources du Moyen Age occidental, 40), 1982.
- Europe. Mémoire et emblèmes, en coll. avec Michel Pastoureau, Paris, Editions des Caisses d'Epargne, 1990.
- Thesaurus des images médiévales, publié par le Groupe Images, Paris, Centre de Recherches Historiques (EHESS), 1993.
- Cod. Ross. 3 (1). Modi orandi sancti Dominici. Die Gebets- und Andachtsgesten des heiligen Dominikus. Eine Bilderhandschrift, vol. II : Kommentarband von Leonard E. Boyle O.P.und Jean-Claude Schmitt, Zürich, Belser Verlag, 1995.
- Vialas en Cévennes et son temple depuis 1612, en coll. avec D. Dombre, P. Schmitt-Pantel, J. Verney. Préface d'A. Platon, maire de Vialas, Montpellier, Les Presses du Languedoc, 1997, 96 pages ; 2eédition revue et augmentée, en coll. avec P. Dombre, P. Schmitt-Pantel, J. Verney, H. Magnin, Montpellier, Nouvelles Presses du Languedoc, 2012.
- En collab. avec. Pierre Monnet (introd., éd. et trad.), Vie de Charles IV de Luxembourg, Paris, Les Belles Lettres (Les classiques de l’histoire au Moyen Age, 49), 2010.
- En collaboration avec Maria Gabriella Critelli, Marie-Thérèse Gousset, Marie-Hélène Tesnière, La Leyenda de la Santa Faz, Biblioteca Apostolica Vaticana & Ediciones de Arte y Bibliofilia S.A., Salamanca, 2010.
- En collab. avec Pierre Monnet (dir.), Autobiographies souveraines, Paris, Publications de la Sorbonne (coll. Histoire ancienne et médiévale, 113), 2012.
- Le cloître des ombres, suivi du Livre des révélations par Richalm de Schöntal, traduction par Jean-Claude Schmitt et Gisèle Besson, Paris, Gallimard, coll. « Bibliothèques des histoires », 2021, 468 p.

## Distinctions

### Prix
- Médaille d'argent du CNRS (2003)[8].
- Corresponding Fellow of the Medieval Academy of America (2008).
- Reimar Lüst-Preis, Alexander von Humboldt Stiftung (2008).
- Grand prix des Rendez-vous de l'histoire (2017).

### Doctorathonoris causa
- Docteur honoris causa de l'université de Münster (Allemagne) (18 juillet 2003).

### Décorations
- Chevalier de la Légion d'honneur (2005)[9].
- Chevalier de l'ordre des Palmes académiques (2002)[10].